# Eden (Gemeinde Glödnitz)
Eden ist eine Ortschaft in der Gemeinde Glödnitz im Bezirk St. Veit an der Glan in Kärnten. Die Ortschaft hat 15 Einwohner (Stand 1. Jänner 2024). 

## Lage
Eden liegt in der Katastralgemeinde Glödnitz, rechtsseitig im Glödnitztal, etwa 1 bis 2 Kilometer nordwestlich des Gemeindehauptorts Glödnitz.
Zur Ortschaft gehören Flattingerhube (Nr. 1), Oberederhube (Nr. 2), Krahkeusche (Kraykeusche, Nr. 4), Baumgartnerhube (Nr. 5), Obere Leitenkeusche (Nr. 7), Untere Leitenkeusche (Nr. 8), Unterederkeusche (Nr. 9) und ein Haus ohne Vulgonamen (Nr. 12, zwischen Flattingerkeusche und Oberederhube).

## Geschichte
Bei Gründung der Ortsgemeinden Mitte des 19. Jahrhunderts kam Eden an die Gemeinde Glödnitz. Bei der Kärntner Gemeindestrukturreform von 1973 kam der der Ort an die damals neu errichtete Gemeinde Weitensfeld-Flattnitz, seit deren Auflösung 1991 gehört die Ortschaft wieder zur Gemeinde Glödnitz.

## Bevölkerungsentwicklung
Für die Ortschaft ermittelte man folgende Einwohnerzahlen:
- 1869: 9 Häuser, 57 Einwohner[2]
- 1880: 10 Häuser, 65 Einwohner[3]
- 1890: 11 Häuser, 59 Einwohner[4]
- 1900: 11 Häuser, 51 Einwohner[5]
- 1910: 10 Häuser, 43 Einwohner[6]
- 1923: 10 Häuser, 41 Einwohner[7]
- 1934: 63 Einwohner[8]
- 1961: 9 Häuser, 33 Einwohner[9]
- 2001: 8 Gebäude (davon 6 mit Hauptwohnsitz) mit 10 Wohnungen; 19 Einwohner und 2 Nebenwohnsitzfälle; 8 Haushalte; 0 Arbeitsstätten, 3 land- und forstwirtschaftliche Betriebe[10]
- 2011: 8 Gebäude, 18 Einwohner, 7 Haushalte, 0 Arbeitsstätten[11]
- 2021: 8 Gebäude, 17 Einwohner, 6 Haushalte, 2 Arbeitsstätten[12]